# 1997 na música

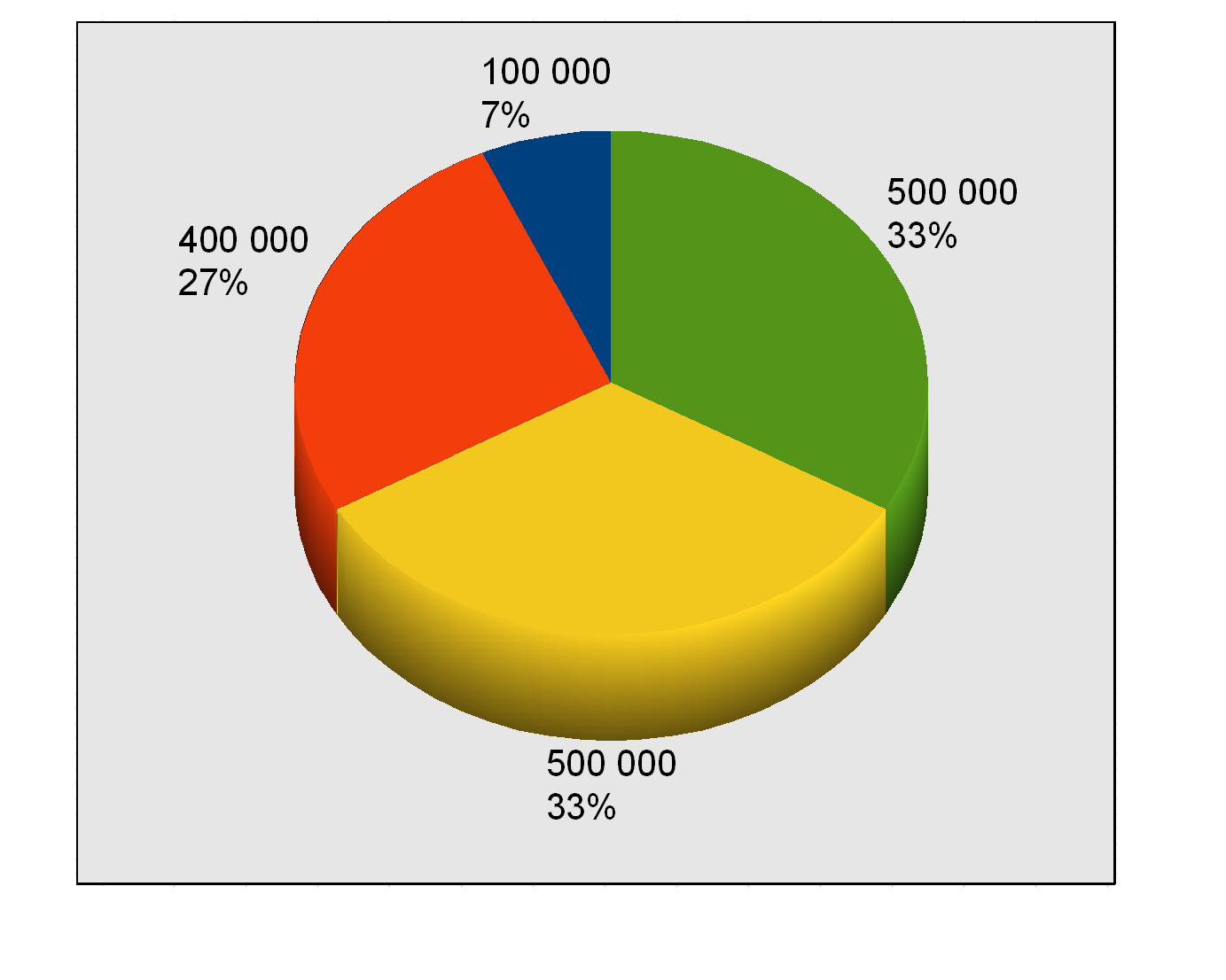
Diagrama de gráfico de pizza 3D mostrando os números de vendas mundiais do terceiro álbum de Björk, Homogenic, no final do ano de 1998 (azul: Grã-Bretanha; vermelho: França; amarelo: resto da Europa; verde: resto do mundo).

## Eventos
| Data            | Evento |
| --------------- | --- |
| 10 de janeiro   | James Brown ganha uma estrela na Calçada da Fama em Los Angeles, Califórnia, Estados Unidos. |
| 17 de janeiro   | Inicia o festival Big Day Out, na Austrália e Nova Zelândia. |
| 19 de janeiro   | Madonna ganha o prêmio de Melhor Atriz em Filme, Musical ou Comédia no Golden Globe Awards, por seu papel em Evita. |
| 28 de janeiro   | O Senado da Virgínia, nos EUA, vota para aposentar "Carry Me Back to Old Virginny" como a canção oficial do estado, e começa a procurar uma substituta. |
| 28 de janeiro   | Clive Davis ganha uma estrela na Calçada da Fama, em Los Angeles, Califórnia, Estados Unidos. |
| 30 de janeiro   | Noel Gallagher gera a polêmica em uma entrevista na qual afirma que usar drogas é "como tomar uma xícara de chá pela manhã". |
| 02 de fevereiro | Termina o festival Big Day Out, na Austrália e Nova Zelândia. |
| 12 de fevereiro | David Bowie ganha uma estrela na Calçada da Fama em Los Angeles, Califórnia, Estados Unidos. |
| 13 de fevereiro | Nasce o primeiro filho de Michael Jackson, Michael Joseph Jackson Jr. |
| 13 de fevereiro | Spice Girls derrubaram "Unbreak My Heart", de Toni Braxton, do primeiro lugar na parada de singles dos Estados Unidos, e tornam-se o primeiro grupo britânico feminino a alcançar o primeiro lugar nos EUA com seu single de estreia. |
| 17 de novembro  | The Prodigy lança seu polêmico single "Smack My Bitch Up", que é censurado pela BBC Radio 1, e seu vídeo pornográfico é banido da televisão diurna, exceto por uma breve rotação noturna na MTV, antes de ser removido da transmissão 2 semanas depois.                                                                                    |
| 18 de fevereiro | Brian Harvey é demitido da boy band East 17 após seus comentários polêmicos em uma entrevista de rádio na qual ele parecia estar apoiando o uso da droga ecstasy. |
| 24 de fevereiro | Spice Girls ganham o prêmio de Melhor Vídeo por "Say You'll Be There" e Melhor Single por "Wannabe" no BRIT Awards. O vestido com estampa de Union Jack usado por Geri Halliwell durante a apresentação do grupo domina as manchetes no dia seguinte.                                                                                      |
| 28 de fevereiro | O cofundador da Death Row Records, Suge Knight, é condenado a nove anos de prisão por violar sua liberdade condicional. |
| 09 de março     | The Notorious B.I.G. é morto a tiros no banco do passageiro de um carro após um after party do Soul Train Awards, em Los Angeles, Califórnia, Estados Unidos. |
| 09 de março     | Com "Mama" / "Who Do You Think You Are, "Spice Girls se tornam o primeiro artista na história da parada britânica de singles UK Top 40 a ter quatro sucessos consecutivos em primeiro lugar. Os lucros do single vão para a Comic Relief, fornecendo a maior contribuição individual à instituição em 1997.                                |
| 10 de março     | Um show de Marilyn Manson em Columbia, Carolina do Sul, EUA, é cancelado em resposta à pressão de grupos religiosos e cívicos. |
| 11 de março     | Paul McCartney é nomeado cavaleiro pela Rainha Elizabeth II. |
| 30 de março     | Spice Girls lançam o novo canal de televisão britânico, Channel 5. |
| 03 de maio      | Spice Girls comparecem ao Festival de Cinema de Cannes para anunciar seus planos de chegar às telonas com Spice World. |
| 03 de maio      | Ocorre o Eurovision Song Contest, no Point Theatre, em Dublin, Irlanda. O Reino Unido vence com "Love Shine a Light", cantada por Katrina and the Waves. |
| 03 de maio      | O single "Hypnotize" de Notorious B.I.G. é número 1 por três semanas. |
| 06 de maio      | The (Young) Rascals; Bee Gees; Buffalo Springfield; Crosby, Stills and Nash; The Jackson 5; Joni Mitchell; e Parliament-Funkadelic, são incluídos no Rock and Roll Hall of Fame. Pela primeira vez, a cerimônia é realizada em Cleveland, no próprio local do Hall of Fame. Até então, a cerimônia só havia sido realizada em Nova Iorque. |
| 11 de maio      | Spice Girls realizam seu primeiro show ao vivo na Grã-Bretanha no concerto do 21º aniversário do The Prince's Trust, no Manchester Opera House, em Manchester. Elas quebram protocolo real ao beijar o Príncipe de Gales nas bochechas, e até beliscam suas nádegas.                                                                       |
| 15 de maio      | O álbum das Spice Girls, Spice, alcança o primeiro lugar nas paradas americanas, tornando-as o primeiro artista britânico a chegar ao topo das paradas com um álbum de estreia. |
| 24 de maio      | O primeiro Ozzfest inicia no Nissan Pavilion, em Washington, D.C, EUA. |
| 14 de junho     | O single "I'll Be Missing You" de Puff Daddy and The Family é número 1 na parada Hot 100 pelas próximas 11 semanas, sendo substituído pelo single póstumo de The Notorious B.I.G. "Mo Money Mo Problems", também com Puff Daddy. |
| 07 de agosto    | Garth Brooks se apresenta para cerca de 800.000 a um milhão de pessoas em um show gratuito no Central Park, na Nova Iorque, EUA. |
| 30 de agosto    | "Mo Money Mo Problems" alcança o primeiro lugar na parada de singles Hot 100, tornando Notorious B.I.G. o primeiro artista a ter dois singles póstumos nº 1. |
| 06 de setembro  | Elton John canta "Candle in the Wind" no funeral de Diana, Princesa de Gales. |
| 27 de setembro  | Bob Dylan se apresenta para o Papa João Paulo II em um evento católico para jovens em Bolonha, Itália. |
| 15 de outubro   | Michael Jackson encerra a turnê History World Tour, com um recorde de público de 4.500.000 fãs, em Durban, África do Sul. |
| 23 de outubro   | O baterista do R.E.M., Bill Berry, anuncia sua saída do grupo. |
| 03 de novembro  | Spice Girls lançam Spiceworld, seu segundo álbum número um, tornando o grupo a primeira banda britânica desde The Beatles a ter dois álbuns nas paradas americanas ao mesmo tempo. Spice e Spiceworld acumularam vendas suficientes para que uma em cada duas pessoas na Grã-Bretanha possua um álbum das Spice Girls.                     |
| 06 de novembro  | Spice Girls decidem assumir o gerenciamento do grupo e demitem Simon Fuller como seu empresário. |
| 19 de novembro  | Gary Glitter é preso após encontraram imagens de pornografia infantil em um laptop que ele levara para conserto. |
| 22 de novembro  | O vocalista do INXS, Michael Hutchence, é encontrado morto em um quarto de hotel em Sydney, Austrália, aos 37 anos. |
| 26 de dezembro  | Spice Girls lançam sua estreia no cinema, Spiceworld, que arrecada £ 6,8 milhões em sua primeira semana de lançamento. |
| 31 de dezembro  | Os compositores Richard Rodney Bennett e Elton John constam na lista New Year Honours como futuros recebedores do título de cavaleiro. |

## Lançamentos

### Álbuns de estúdio
| Data            | Título                                    | Artista(s)                                      |
| --------------- | ----------------------------------------- | ----------------------------------------------- |
| 20 de janeiro   | Homework                                  | Daft Punk                                       |
| 21 de janeiro   | Vivir                                     | Enrique Iglesias                                |
| 03 de fevereiro | Earthling                                 | David Bowie                                     |
| 03 de fevereiro | White on Blonde                           | Texas                                           |
| 04 de fevereiro | Ixnay on the Hombre                       | The Offspring                                   |
| 04 de fevereiro | Freak Show                                | Silverchair                                     |
| 04 de fevereiro | Old Friends from Young Years              | Papa Roach                                      |
| 04 de fevereiro | Tony Bennett on Holiday                   | Tony Bennett                                    |
| 10 de fevereiro | Blur                                      | Blur                                            |
| 11 de fevereiro | Baduizm                                   | Erykah Badu                                     |
| 03 de março     | Pop                                       | U2                                              |
| 04 de março     | Savage Garden                             | Savage Garden                                   |
| 10 de março     | Still Waters                              | Bee Gees                                        |
| 11 de março     | The Untouchable                           | Scarface                                        |
| 18 de março     | Nine Lives                                | Aerosmith                                       |
| 25 de março     | Life After Death                          | The Notorious B.I.G.                            |
| 26 de março     | Aquarium                                  | Aqua                                            |
| 26 de março     | Restless Heart                            | Whitesnake                                      |
| 31 de março     | Cowboy                                    | Erasure                                         |
| 1 de abril      | Sisters of Avalon                         | Cyndi Lauper                                    |
| 7 de abril      | Dig Your Own Hole                         | The Chemical Brothers                           |
| 8 de abril      | Third Eye Blind                           | Third Eye Blind                                 |
| 14 de abril     | Ultra                                     | Depeche Mode                                    |
| 15 de abril     | Elegantly Wasted                          | INXS                                            |
| 22 de abril     | Cowboy                                    | Erasure                                         |
| 22 de abril     | Full Circle                               | Pennywise                                       |
| 22 de abril     | Share My World                            | Mary J. Blige                                   |
| 5 de maio       | Flaming Pie                               | Paul McCartney                                  |
| 6 de maio       | Blurring the Edges                        | Meredith Brooks                                 |
| 6 de maio       | Middle of Nowhere                         | Hanson                                          |
| 13 de maio      | Terror & Magnificence                     | Elvis Costello e John Harle                     |
| 20 de maio      | The Colour and the Shape                  | Foo Fighters                                    |
| 20 de maio      | Hourglass                                 | James Taylor                                    |
| 21 de maio      | OK Computer                               | Radiohead                                       |
| 2 de junho      | Timeless                                  | Sarah Brightman                                 |
| 3 de junho      | Album of the Year                         | Faith No More                                   |
| 3 de junho      | Wu-Tang Forever                           | Wu-Tang Clan                                    |
| 16 de junho     | OK Computer                               | Radiohead                                       |
| 16 de junho     | Destination Anywhere                      | Jon Bon Jovi                                    |
| 17 de junho     | Cryptic Writings                          | Megadeth                                        |
| 17 de junho     | Dude Ranch                                | Blink-182                                       |
| 17 de junho     | EV3                                       | En Vogue                                        |
| 17 de junho     | Love Among the Ruins                      | 10,000 Maniacs                                  |
| 17 de junho     | Now                                       | Paul Rodgers                                    |
| 17 de junho     | The Will to Live                          | Ben Harper                                      |
| 21 de junho     | Happy End of the World                    | Pizzicato Five                                  |
| 24 de junho     | Wyclef Jean Presents The Carnival         | Wyclef Jean                                     |
| 24 de junho     | Floored                                   | Sugar Ray                                       |
| 24 de junho     | Generation Swine                          | Mötley Crüe                                     |
| 24 de junho     | My Own Prison                             | Creed                                           |
| 30 de junho     | The Fat of the Land                       | The Prodigy                                     |
| 1 de julho      | OK Computer                               | Radiohead                                       |
| 1 de julho      | Three Dollar Bill, Y'all                  | Limp Bizkit                                     |
| 8 de julho      | Fush Yu Mang                              | Smash Mouth                                     |
| 14 de julho     | Evergreen                                 | Echo & the Bunnymen                             |
| 15 de julho     | Supa Dupa Fly                             | Missy "Misdemeanor" Elliott                     |
| 15 de julho     | Surfacing                                 | Sarah McLachlan                                 |
| 22 de julho     | No Way Out                                | Puff Daddy & The Family                         |
| 29 de julho     | 98°                                       | 98°                                             |
| 29 de julho     | A Fistful of Alice                        | Alice Cooper                                    |
| 11 de agosto    | Backstreet's Back                         | Backstreet Boys                                 |
| 11 de agosto    | Maladjusted                               | Morrissey                                       |
| 12 de agosto    | Romances                                  | Luis Miguel                                     |
| 21 de agosto    | Be Here Now                               | Oasis                                           |
| 24 de agosto    | Midnite Lover                             | Shaggy                                          |
| 26 de agosto    | Love Scenes                               | Diana Krall                                     |
| 26 de agosto    | My Own Prison                             | Creed                                           |
| 26 de agosto    | My Soul                                   | Coolio                                          |
| 1 de setembro   | Calling All Stations                      | Genesis                                         |
| 1 de setembro   | Tubthumper                                | Chumbawamba                                     |
| 2 de setembro   | Ghetto D                                  | Master P                                        |
| 8 de setembro   | Girl                                      | Dannii Minogue                                  |
| 8 de setembro   | Good Feelin                               | Travis                                          |
| 8 de setembro   | When I Was Born for the 7th Time          | Cornershop                                      |
| 9 de setembro   | S.C.I.E.N.C.E                             | Incubus                                         |
| 9 de setembro   | You Light Up My Life: Inspirational Songs | LeAnn Rimes                                     |
| 12 de setembro  | Butterfly                                 | Mariah Carey                                    |
| 16 de setembro  | Film Noir                                 | Carly Simon                                     |
| 16 de setembro  | My Way                                    | Usher                                           |
| 16 de setembro  | When Disaster Strikes...                  | Busta Rhymes                                    |
| 16 de setembro  | Butterfly                                 | Mariah Carey                                    |
| 22 de setembro  | Barely Legal                              | The Hives                                       |
| 22 de setembro  | Homogenic                                 | Björk                                           |
| 22 de setembro  | The Big Picture                           | Elton John                                      |
| 23 de setembro  | Evolution                                 | Boyz II Men                                     |
| 29 de setembro  | Bridges to Babylon                        | The Rolling Stones                              |
| 29 de setembro  | Life thru a Lens                          | Robbie Williams                                 |
| 29 de setembro  | Standing Stone                            | Paul McCartney e Orquestra Sinfônica de Londres |
| 29 de setembro  | Urban Hymns                               | The Verve                                       |
| 30 de setembro  | Time Out of Mind                          | Bob Dylan                                       |
| 7 de outubro    | The Velvet Rope                           | Janet Jackson                                   |
| 14 de outubro   | Medazzaland                               | Duran Duran                                     |
| 14 de outubro   | Nimrod                                    | Green Day                                       |
| 14 de outubro   | Phenomenon                                | LL Cool J                                       |
| 17 de outubro   | Talk on Corners                           | The Corrs                                       |
| 21 de outubro   | Brand New                                 | Salt-N-Pepa                                     |
| 21 de outubro   | The Other Side                            | Wynonna Judd                                    |
| 22 de outubro   | Impossible Princess                       | Kylie Minogue                                   |
| 27 de outubro   | Legendary Tales                           | Rhapsody of Fire                                |
| 28 de outubro   | Around the Fur                            | Deftones                                        |
| 28 de outubro   | Carnival of Souls: The Final Sessions     | Kiss                                            |
| 28 de outubro   | Jugulator                                 | Judas Priest                                    |
| 28 de outubro   | Zaireeka                                  | The Flaming Lips                                |
| 1 de novembro   | Aaron Carter                              | Aaron Carter                                    |
| 3 de novembro   | Spice World                               | Spice Girls                                     |
| 4 de novembro   | All That Matters                          | Michael Bolton                                  |
| 4 de novembro   | Come on Over                              | Shania Twain                                    |
| 4 de novembro   | In My Lifetime, Vol. 1                    | Jay-Z                                           |
| 11 de novembro  | Higher Ground                             | Barbra Streisand                                |
| 11 de novembro  | See It Through My Eyes                    | Meredith Brooks                                 |
| 11 de novembro  | To See You                                | Harry Connick Jr.                               |
| 11 de novembro  | Welcome To Our World                      | Timbaland & Magoo                               |
| 14 de novembro  | Let's Talk About Love                     | Céline Dion                                     |
| 18 de novembro  | Bonfire                                   | AC/DC                                           |
| 18 de novembro  | Reload                                    | Metallica                                       |
| 18 de novembro  | Snowed In                                 | Hanson                                          |
| 18 de novembro  | Songs from The Capeman                    | Paul Simon                                      |
| 22 de novembro  | Sixpence None the Richer                  | Sixpence None the Richer                        |
| 22 de novembro  | Open Your Eyes                            | Yes                                             |
| 24 de novembro  | All Saints                                | All Saints                                      |
| 24 de novembro  | Left of the Middle                        | Natalie Imbruglia                               |
| 25 de novembro  | Big Willie Style                          | Will Smith                                      |
| 25 de novembro  | R U Still Down? (Remember Me)             | 2Pac                                            |
| 25 de novembro  | Sevens                                    | Garth Brooks                                    |

### Álbuns de compilação
| Data            | Título                                       | Artista(s)      |
| --------------- | -------------------------------------------- | --------------- |
| 3 de fevereiro  | C'est pour Vivre                             | Céline Dion     |
| 15 de fevereiro | Best of Gloria Estefan                       | Gloria Estefan  |
| 8 de abril      | Have I Offended Someone?                     | Frank Zappa     |
| 6 de maio       | Retrospective I                              | Rush            |
| 20 de maio      | Blood on the Dance Floor: HIStory in the Mix | Michael Jackson |
| 20 de maio      | You're the Inspiration: A Collection         | Peter Cetera    |
| 3 de junho      | Greatest Hits                                | Boston          |
| 3 de junho      | Retrospective II                             | Rush            |
| 4 de julho      | The Collection 1982–1988                     | Céline Dion     |
| 15 de julho     | Deadly Sting: The Mercury Years              | Scorpions       |
| 26 de agosto    | (Songbook) A Collection of Hits              | Trisha Yearwood |
| 29 de setembro  | The Promised                                 | Simple Minds    |
| 10 de outubro   | I Like to Score                              | Moby            |
| 12 de outubro   | 20,000 Watt R.S.L.                           | Midnight Oil    |
| 21 de outubro   | Extreme Honey                                | Elvis Costello  |
| 21 de outubro   | The Remixes                                  | Shakira         |
| 28 de outubro   | The Best                                     | David Lee Roth  |
| 28 de outubro   | Galore                                       | The Cure        |
| 28 de outubro   | My Body, the Hand Grenade                    | Hole            |
| 3 de novembro   | Queen Rocks                                  | Queen           |
| 11 de novembro  | The Ozzman Cometh                            | Ozzy Osbourne   |
| 11 de novembro  | Paint the Sky with Stars                     | Enya            |
| 11 de novembro  | Second-hand Smoke                            | Sublime         |
| 18 de novembro  | Greatest Hits                                | Kenny G         |
| 25 de novembro  | Truly: The Love Songs                        | Lionel Richie   |
| 16 de dezembro  | Featuring...Ice Cube                         | Ice Cube        |

### Álbuns ao vivo
| Data           | Título                                             | Artista(s)                              |
| -------------- | -------------------------------------------------- | --------------------------------------- |
| 20 de maio     | Blues Brothers & Friends: Live from House of Blues | The Blues Brothers                      |
| 27 de maio     | Across America                                     | Art Garfunkel                           |
| 3 de junho     | G3: Live in Concert                                | Joe Satriani, Steve Vai, e Eric Johnson |
| 17 de junho    | Year of the Horse                                  | Neil Young e Crazy Horse                |
| 29 de julho    | A Fistful of Alice                                 | Alice Cooper                            |
| 29 de julho    | Official Live: 101 Proof                           | Pantera                                 |
| 19 de agosto   | The Dance                                          | Fleetwood Mac                           |
| 4 de novembro  | Kettle Whistle                                     | Jane's Addiction                        |
| 11 de novembro | BBC Sessions                                       | Led Zeppelin                            |
| 18 de novembro | Live                                               | Erykah Badu                             |
| 18 de novembro | We're Outta Here!                                  | Ramones                                 |
| 9 de dezembro  | MTV Unplugged                                      | Bryan Adams                             |

### EPs
| Data           | Título                         | Artista(s)      |
| -------------- | ------------------------------ | --------------- |
| 1 de janeiro   | Six of Hearts                  | Kenny G         |
| 7 de janeiro   | Enjoy Incubus                  | Incubus         |
| 18 de março    | Made in America                | Aerosmith       |
| 24 de março    | White Trash Hell               | Everclear       |
| 3 de junho     | Gospel Oak                     | Sinéad O'Connor |
| 10 de junho    | SYR1: Anagrama                 | Sonic Youth     |
| 26 de agosto   | The First Session              | Hole            |
| 2 de setembro  | SYR2: Slaapkamers met slagroom | Sonic Youth     |
| 25 de novembro | Remix & Repent                 | Marilyn Manson  |

### Box sets
| Data           | Título                  | Artista(s)     |
| -------------- | ----------------------- | -------------- |
| 4 de novembro  | The Pet Sounds Sessions | The Beach Boys |
| 18 de novembro | Bonfire                 | AC/DC          |

### Trilhas sonoras
| Data            | Título                                                                         | Artista(s)      |
| --------------- | ------------------------------------------------------------------------------ | --------------- |
| 25 de fevereiro | Booty Call: The Original Motion Picture Soundtrack                             | Vários artistas |
| 11 de março     | Selena: The Original Motion Picture Soundtrack                                 | Selena          |
| 18 de março     | Songs in the Key of Springfield                                                | The Simpsons    |
| 27 de maio      | Batman & Robin: Music from and Inspired by the "Batman & Robin" Motion Picture | Vários artistas |
| 1 de julho      | Men in Black: The Album                                                        | Vários artistas |
| 29 de julho     | Spawn: The Album                                                               | Vários artistas |
| 18 de novembro  | Titanic: Music from the Motion Picture                                         | James Horner    |
| 9 de dezembro   | Dragon Ball Z: Original USA Television Soundtrack                              | Ron Wasserman   |

### Álbuns de vídeo
| Data           | Título                     | Artista(s)               |
| -------------- | -------------------------- | ------------------------ |
| 18 de março    | Who Then Now?              | Korn                     |
| 1 de abril     | Selena Remembered          | Selena                   |
| 20 de maio     | HIStory on Film, Volume II | Michael Jackson          |
| 1 de julho     | Jagged Little Pill, Live   | Alanis Morissette        |
| 9 de setembro  | Starkers in Tokyo          | Whitesnake               |
| 11 de novembro | 3 Watch It Go              | Pantera                  |
| 11 de novembro | Live in the Tragic Kingdom | No Doubt                 |
| 25 de novembro | Closure                    | Nine Inch Nails          |
| 25 de novembro | Rage Against the Machine   | Rage Against the Machine |
| 9 de dezembro  | Unplugged                  | Bryan Adams              |

### Singles
| Data            | Título                                       | Artista(s)                                          |
| --------------- | -------------------------------------------- | --------------------------------------------------- |
| 6 de janeiro    | "Say What You Want"                          | Texas                                               |
| 7 de janeiro    | "Wannabe"                                    | Spice Girls                                         |
| 7 de janeiro    | "Volverás"                                   | Ricky Martin                                        |
| 11 de janeiro   | "On the Line"                                | Michael Jackson                                     |
| 19 de janeiro   | "All I Want"                                 | The Offspring                                       |
| 20 de janeiro   | "Older"/ "I Can't Make You Love Me"          | George Michael                                      |
| 21 de janeiro   | "Please Don't Go"                            | No Mercy                                            |
| 27 de janeiro   | "One Headlight"                              | The Wallflowers                                     |
| 3 de fevereiro  | "Discothèque"                                | U2                                                  |
| 3 de fevereiro  | "Barrel of a Gun"                            | Depeche Mode                                        |
| 10 de fevereiro | "Tearin' Up My Heart"                        | 'N Sync                                             |
| 11 de fevereiro | "My Oh My"                                   | Aqua                                                |
| 11 de fevereiro | "Falling in Love (Is Hard on the Knees)"     | Aerosmith                                           |
| 17 de fevereiro | "Alone"                                      | Bee Gees                                            |
| 24 de fevereiro | "Anywhere for You"                           | Backstreet Boys                                     |
| 3 de março      | "Mama"/"Who Do You Think You Are"            | Spice Girls                                         |
| 3 de março      | "Truly Madly Deeply"                         | Savage Garden                                       |
| 7 de março      | "Lonely"                                     | Nana                                                |
| 10 de março     | "Isn't It a Wonder"                          | Boyzone                                             |
| 11 de março     | "I Don't Want To"                            | Toni Braxton                                        |
| 18 de março     | "Another Suitcase in Another Hall"           | Madonna                                             |
| 21 de março     | "Blood on the Dance Floor                    | Michael Jackson                                     |
| 24 de março     | "Gone Away"                                  | The Offspring                                       |
| 24 de março     | "Block Rockin' Beats"                        | The Chemical Brothers                               |
| 25 de março     | "Bitch"                                      | Meredith Brooks                                     |
| 31 de março     | "It's No Good"                               | Depeche Mode                                        |
| 7 de abril      | "Around the World"                           | Daft Punk                                           |
| 7 de abril      | "Song 2"                                     | Blur                                                |
| 14 de abril     | "Staring at the Sun"                         | U2                                                  |
| 14 de abril     | "Old Before I Die"                           | Robbie Williams                                     |
| 15 de abril     | "MMMBop"                                     | Hanson                                              |
| 22 de abril     | "Nada Es Imposible"                          | Ricky Martin                                        |
| 24 de abril     | "Love Won't Wait"                            | Gary Barlow                                         |
| 28 de abril     | "Alright"                                    | Jamiroquai                                          |
| 30 de julho     | ""HIStory" / "Ghosts"                        | Michael Jackson                                     |
| 5 de maio       | "Here We Go"                                 | 'N Sync                                             |
| 14 de maio      | "Barbie Girl"                                | Aqua                                                |
| 16 de maio      | "Fly"                                        | Sugar Ray                                           |
| 20 de maio      | "The End Is the Beginning Is the End"        | The Smashing Pumpkins                               |
| 26 de maio      | "Paranoid Android"                           | Radiohead                                           |
| 27 de maio      | "I'll Be Missing You"                        | Puff Daddy e Faith Evans com part. de 112           |
| 27 de maio      | "Sunday Morning (canção de No Doubt)"        | No Doubt                                            |
| 2 de junho      | "Midnight in Chelsea"                        | Jon Bon Jovi                                        |
| 5 de junho      | "Immortality"                                | Céline Dion                                         |
| 6 de junho      | "Oh La La La"                                | 2 Eivissa                                           |
| 9 de junho      | "I Could Not Love You More"                  | Bee Gees                                            |
| 9 de junho      | "Call the Man"                               | Céline Dion                                         |
| 10 de junho     | "Push"                                       | Matchbox Twenty                                     |
| 10 de junho     | "My Heart Is Calling"                        | Whitney Houston                                     |
| 16 de junho     | "Home"                                       | Depeche Mode                                        |
| 16 de junho     | "Bitter Sweet Symphony"                      | The Verve                                           |
| 16 de junho     | "Break Me Shake Me"                          | Savage Garden                                       |
| 16 de junho     | "Uh La La La"                                | Alexia                                              |
| 30 de junho     | "Everybody (Backstreet's Back)"              | Backstreet Boys                                     |
| 30 de junho     | "J'attendais"                                | Céline Dion                                         |
| 1 de julho      | "Last Night on Earth                         | U2                                                  |
| 2 de julho      | "The Rain (Supa Dupa Fly)"                   | Missy "Misdemeanor" Elliott                         |
| 7 de julho      | "Make You Happy"                             | Céline Dion                                         |
| 7 de julho      | "D'You Know What I Mean?"                    | Oasis                                               |
| 8 de julho      | "Foolish Games"                              | Jewel                                               |
| 14 de julho     | "So Help Me Girl"                            | Gary Barlow                                         |
| 14 de julho     | "Lazy Days"                                  | Robbie Williams                                     |
| 15 de julho     | "Mo Money Mo Problems"                       | The Notorious B.I.G. com part. de Puff Daddy e Mase |
| 21 de julho     | "Picture of You"                             | Boyzone                                             |
| 29 de julho     | "Honey"                                      | Mariah Carey                                        |
| 1 de agosto     | "The Reason"                                 | Céline Dion                                         |
| 5 de agosto     | "Hole in My Soul"                            | Aerosmith                                           |
| 18 de agosto    | "Queen of New Orleans"                       | Jon Bon Jovi                                        |
| 25 de agosto    | "I Know Where It's At"                       | All Saints                                          |
| 15 de agosto    | "The Meaning of Life"                        | The Offspring                                       |
| 15 de agosto    | "Crush on You"                               | Aaron Carter                                        |
| 1 de setembro   | Where's the Love"                            | Hanson                                              |
| 5 de setembro   | "For the Girl Who Has Everything"            | 'N Sync                                             |
| 7 de setembro   | Is It Scary                                  | Michael Jackson                                     |
| 13 de setembro  | "Candle in the Wind 1997"                    | Elton John                                          |
| 15 de setembro  | "Burnin'"                                    | Daft Punk                                           |
| 15 de setembro  | "South of the Border"                        | Robbie Williams                                     |
| 16 de setembro  | "Hot Like Fire"/"The One I Gave My Heart To" | Aaliyah                                             |
| 20 de setembro  | "Useless"                                    | Depeche Mode                                        |
| 22 de setembro  | "Please"                                     | U2                                                  |
| 22 de setembro  | "Stand by Me"                                | Oasis                                               |
| 22 de setembro  | "Got 'til It's Gone"                         | Janet Jackson com part. de Q-Tip e Joni Mitchell    |
| 23 de setembro  | Happy Now?                                   | No Doubt                                            |
| 23 de setembro  | "Kiss the Rain"                              | Billie Myers                                        |
| 23 de setembro  | "Love Gets Me Every Time"                    | Shania Twain                                        |
| 29 de setembro  | "As Long as You Love Me"                     | Backstreet Boys                                     |
| 29 de setembro  | "Butterfly"                                  | Mariah Carey                                        |
| 30 de setembro  | "Tell Him"                                   | Barbra Streisand e Céline Dion                      |
| 3 de outubro    | "Spice Up Your Life"                         | Spice Girls                                         |
| 20 de outubro   | "Universe"                                   | Savage Garden                                       |
| 27 de outubro   | "Still Waters (Run Deep)"                    | Bee Gees                                            |
| 27 de outubro   | "Corazón"                                    | Ricky Martin                                        |
| 28 de outubro   | "Show Me Love"                               | Robyn                                               |
| 31 de outubro   | "Together Again (canção de NSYNC)"           | 'N Sync                                             |
| 3 de novembro   | "Open Road"                                  | Gary Barlow                                         |
| 3 de novembro   | "Janie, Don't Take Your Love to Town"        | Jon Bon Jovi                                        |
| 4 de novembro   | "How Could an Angel Break My Heart"          | Toni Braxton                                        |
| 10 de novembro  | "I Will Come to You"                         | Hanson                                              |
| 10 de novembro  | "Come Into My Life"                          | Gala                                                |
| 10 de novembro  | "Never Ever"                                 | All Saints                                          |
| 11 de novembro  | "Don't Be Stupid (You Know I Love You)"      | Shania Twain                                        |
| 11 de novembro  | "Smack My Bitch Up"                          | The Prodigy                                         |
| 13 de novembro  | "Be the Man"                                 | Céline Dion                                         |
| 18 de novembro  | "Pink"                                       | Aerosmith                                           |
| 23 de novembro  | "3AM"                                        | Matchbox Twenty                                     |
| 24 de novembro  | "My Heart Will Go On"                        | Céline Dion                                         |
| 24 de novembro  | "Baby Can I Hold You"                        | Boyzone                                             |
| 25 de novembro  | "Lollipop (Candyman)"                        | Aqua                                                |
| 1 de dezembro   | "High Times"                                 | Jamiroquai                                          |
| 1 de dezembro   | "Angels"                                     | Robbie Williams                                     |
| 5 de dezembro   | "I Choose"                                   | The Offspring                                       |
| 8 de dezembro   | "If God Will Send His Angels"                | U2                                                  |
| 8 de dezembro   | "Mofo"                                       | U2                                                  |
| 28 de dezembro  | "Smile"                                      | Michael Jackson                                     |

## Paradas musicais

### Álbuns mais bem sucedidos
| #  | Título                | Artista(s)      |
| -- | --------------------- | --------------- |
| 01 | Let's Talk About Love | Céline Dion     |
| 02 | OK Computer           | Radiohead       |
| 03 | The Fat of the Land   | The Prodigy     |
| 04 | Urban Hymns           | The Verve       |
| 05 | Pop                   | U2              |
| 06 | Butterfly             | Mariah Carey    |
| 07 | Be Here Now           | Oasis           |
| 08 | Spiceworld            | Spice Girls     |
| 09 | Reload                | Metallica       |
| 10 | Backstreet's Back     | Backstreet Boys |

### Singlesmais bem sucedidos
| #  | Título                                     | Artista(s)                                |
| -- | ------------------------------------------ | ----------------------------------------- |
| 01 | "Candle in the Wind 1997                   | Elton John                                |
| 02 | "I'll Be Missing You"                      | Puff Daddy e Faith Evans com part. de 112 |
| 03 | "MMMBop"                                   | Hanson                                    |
| 04 | "Don't Speak"                              | No Doubt                                  |
| 05 | "Barbie Girl"                              | Aqua                                      |
| 06 | "I Believe I Can Fly"                      | R. Kelly                                  |
| 07 | "Men in Black"                             | Will Smith                                |
| 08 | "Tubthumping"                              | Chumbawamba                               |
| 09 | "Something About the Way You look Tonight" | Elton John                                |
| 10 | "Discothèque"                              | U2                                        |

## Premiações
| Data            | Cerimônia                        | Local                       |
| --------------- | -------------------------------- | --------------------------- |
| 24 de fevereiro | Brit Awards                      | Londres, Inglaterra         |
| 26 de fevereiro | Grammy Awards                    | Nova Iorque, Estados Unidos |
| 7 de março      | Soul Train Music Awards          | Los Angeles, Estados Unidos |
| 9 de março      | Juno Awards                      | Hamilton, Canadá            |
| 3 de maio       | Eurovision Song Contest          | Dublin, Irlanda             |
| 22 de setembro  | ARIA Music Awards                | Sydney, Austrália           |
| 24 de setembro  | Country Music Association Awards | Nashville, Estados Unidos   |
| 6 de novembro   | MTV Europe Music Awards          | Rotterdam, Holanda          |
| 8 de dezembro   | Billboard Music Awards           | Las Vegas, Estados Unidos   |
| 31 de dezembro  | Japan Record Awards              | Tóquio, Japão               |

## Eventos
- 20 de Setembro - No Estadio Monumental (Buenos Aires), o Soda Stereo realiza seu "Último concerto".

## Obras e shows

### Álbuns
- No mesmo ano, Claudinho & Buchecha lançaram o seu segundo álbum, A Forma. O disco repetiu o sucesso do primeiro CD com a música "Quero Te Encontrar" invadindo as rádios no fim de 1997.
- 13 de maio - A banda estadunidense de Horror punk Misfits (banda) lança seu quarto álbum de estúdio American Psycho (álbum)
- 24 de maio - A dupla Sandy & Junior lança seu sétimo álbum de estúdio, Sonho Azul. Este é um dos álbuns mais bem sucedidos da dupla.
- Foi lançado Butterfly[ligação inativa], o sexto álbum de estúdio da cantora e compositora norte-americana Mariah Carey, em 16 de setembro de 1997 pela Columbia Records, o qual estreou na primeira colocação na parada Billboard 200 nos Estados Unidos. É visto pela crítica como o melhor álbum de sua carreira.
- Foi lançado o segundo CD da banda pop britânica Spice Girl   intitulado Spiceworld
- Foi lançado o terceiro CD da banda de rock britânica Radiohead intitulado OK Computer, sucesso de público e crítica, é considerado um dos álbuns mais importantes da história do rock.
- Foi lançado o cd internacional da cantora Marina de Oliveira Special Edition
- O cantor Milton Nascimento retorna aos palcos e aos discos após diagnosticado com diabetes e lança Nascimento, dando iniciativa também a uma turnê que apresentou até o ano seguinte chamada Tambores de Minas.
- Em maio, Michael Jackson lança seu décimo álbum de estúdio, intitulado Blood on the Dance Floor: HIStory in the Mix, com 5 canções inéditas e 8 remixes de músicas do álbum anterior, o HIStory: Past, Present and Future, Book I. Este lançamento de Jackson é o álbum de remixes mais vendido da história.
- Foi lançado o álbum de estreia da cantora de música gospel Damares, com o título de Asas de Águia, pela gravadora Louvores ao Rei.
- A cantora Dannii Minogue lança seu terceiro álbum Girl.
- Foi lançado o CD Acústico MTV da banda de rock Titãs, que foi um dos discos mais vendidos do ano de 1997 no Brasil com 2 milhões de cópias.
- 14 de outubro: lançado o CD do grupo mexicano de rock Maná intitulado Sueños Líquidos pela WEA Latina, com os sucessos "En el Muelle de San Blás", "Clavado en Un Bar", "Hechicera" e "Cómo Dueles en Los Labios" e se torna um dos álbuns que alcançou nos EUA a vendagem de 1 milhão de cópias.
- Foi lançado o CD ao vivo da Banda Eva, que revelou Ivete Sangalo,  que é hoje uma das mais famosas cantoras do Brasil. Este foi um dos álbuns mais vendidos até hoje na mídia fonográfica brasileira, atingindo também a marca de 2.000.000 de cópias vendidas.
- Foi lançado o terceiro disco da banda de rock inglesa Oasis, o Be Here Now, cujos destaques foram D'You Know What I Mean?, Stand By Me e Don't Go Away. Foi a turnê desse disco que o grupo dos irmãos Liam e Noel Gallagher visitaram o Brasil pela primeira vez em Março de 1998.
- 1 de julho. o grupo Britânico de Techno e Big Beat The Prodigy lançam o seu terceiro album de estúdio, The Fat of the Land.
- 22 de Agosto - Foi lançado o segundo álbum de estúdio da banda alemã Rammstein, intitulado Sehnsucht.
- É Lançado Amor a La Mexicana de Thalía
- U2 lança seu disco intitulado Pop, tendo como primeiro single Discotheque. Foi a turnê desse disco que a banda irlandesa veio ao Brasil pela primeira vez em Janeiro de 1998.
- Lançado o álbum Let's Talk About Love de Celine Dion, quarto mais vendido da década de 90.
- A cantora Björk lança Homogenic seu quarto disco de originais em 22 de setembro este foi o seu álbum mais comercial, e o que mais mistura estilos.
- Os Bee Gees lançaram o álbum 'Still Waters', com o hit single 'Alone'
- Os Bee Gees gravam o primeiro show da turnê One Night Only, no MGM Grand Hotel em Las Vegas.
- Christina Aguilera lança  seu  primeiro álbun chamado just be free
- Em 14 de outubro, Green Day lança quinto álbum, Nimrod, com um dos grandes sucessos da banda, Good Riddance (Time of Your Life).
- Em 28 de outubro, a banda de Nu metal ,Deftones lança o seu segundo album de estudio, o around the fur Deste álbum saíram os singles "My Own Summer (Shove It)" e "Be Quiet and Drive (Far Away)".
- 18 de novembro, A banda Metallica Lança seu Sétimo Álbum de estúdio Estúdio. Reload
- O Silverchair lança seu segundo álbum de estúdio, Freak Show.
- É lançado o primeiro álbum da banda Nightwish, o Angels Fall First
- Foi lançado Impossible Princess de Kylie Minogue.
- É Lançado o primeiro álbum da banda Charlie Brown Jr, o Transpiração Contínua Prolongada, álbum de grandes Hits como "Quinta-Feira", "Proibida pra Mim" e "O Coro Vai Comê!"
- Foi lançado o disco Carnival of Souls: The Final Sessions, da banda norte-americana KISS.
- 4 de Novembro - Álbum Tribute do cantor de música instrumental Yanni é lançado  a partir de gravações no Taj Mahal na índia e na Cidade Proibida na China. Até então, mais nenhum artista conseguiu reproduzir concerto nesses lugares.
- 18 de Novembro - É lançado ReLoad o sétimo álbum de estúdio da banda de Thrash/Heavy Metal Metallica
- O grupo Exaltasamba lança seu quarto disco, (Desliga e Vem).
- O conjunto musical Aerosmith lança seu décimo-segundo álbum de estúdio Nine Lives, álbum que vendeu aproximadamente 20 milhões de cópias e conta com os sucessos Falling in Love, Hole in My Soul, Pink e Full Circle.
- A banda Mastruz com Leite é o primeiro artista do gênero.Obed Campos Manuel          a gravar um CD Ao Vivo. Este CD fez o maior sucesso em todo o Brasil e vendeu 1 milhão e 500 mil cópias
- Raimundos Lança o Quarto Álbum Chamado Lapadas do Povo
- Patricia Marx lança seu sétimo álbum de estúdio Charme do Mundo.
- O grupo Só pra Contrariar lança seu quarto disco, contendo os sucessos "Depois do Prazer", "Mineirinho", entre outros. Este é um dos discos mais vendidos até hoje da música brasileira, com 3 milhões de cópias.
- É lançado o álbum A Sétima Efervescência, álbum de estreia do músico brasileiro Júpiter Maçã.

### Singles
- 1de Abril - Lançado o single "Engel", o terceiro da banda alemã Rammstein.
- Foi lançado o último single do CD de estreia da banda pop britânica Spice Girls intitulado Mama/ Who do You Think You Are;

### Shows
- Inicio da turnê dos Bee Gees chamada One Night Only seu 1º show em Las Vegas (E.U.A.) com a participação de Celine Dion.
- Primeiro show da dupla Daft Punk.

## Artistas e grupos
- Separação da banda grunge Soundgarden
- Fim da banda espanhola de rock Heroes del Silencio.
- John Deacon sai da banda Queen, para se dedicar a sua família.
- Surgimento da banda de J-rock e Visual Kei, Dir en Grey.
- Surgimento da banda de Indie Rock, The White Stripes
- Surgimento do grupo feminino idol Morning Musume
- Saída do guitarrista Dave Navarro dos Red Hot Chili Peppers.
- É formada a banda Os Virgulóides.

## Prêmios e vendas
- 28 de janeiro - Clive Davis recebe uma estrela na Calçada da Fama de Hollywood.

## Nascimentos
| Data            | Nome                | Profissão                                                          | Nacionalidade            | Observações | Ref |
| --------------- | ------------------- | ------------------------------------------------------------------ | ------------------------ | ----------- | --- |
| 11 de Janeiro   | Cody Simpson        | cantor                                                             | Austrália                |             |     |
| 31 de Janeiro   | Miyeon              | cantora, integrante do (G)I-DLE                                    | Coreia do Sul            |             |     |
| 1 de Fevereiro  | Jihyo               | cantora e compositora, integrante do TWICE                         | Coreia do Sul            |             |     |
| 8 de Fevereiro  | Bella Poarch        | cantora                                                            | Estados Unidos Filipinas |             |     |
| 8 de Fevereiro  | Rude-α              | rapper                                                             | Japão                    |             |     |
| 11 de fevereiro | Rosé                | cantora e compositora, integrante do BLACKPINK                     | Nova Zelândia            |             |     |
| 11 de Fevereiro | Jojo Todynho        | cantora                                                            | Brasil                   |             |     |
| 11 de Fevereiro | Chelsea Cutler      | cantora                                                            | Estados Unidos           |             |     |
| 14 de fevereiro | Jaehyun             | cantor, integrante do NCT                                          | Coreia do Sul            |             |     |
| 2 de março      | Becky G             | cantora e compositora                                              | Estados Unidos           |             |     |
| 3 de março      | Camila Cabello      | cantora e compositora                                              | Cuba                     |             |     |
| 4 de março      | Daoko               | cantora e rapper                                                   | Japão                    |             |     |
| 8 de março      | Jurina Matsui       | cantora e atriz                                                    | Japão                    |             |     |
| 12 de março     | Gustavo Mioto       | cantor e compositor                                                | Brasil                   |             |     |
| 21 de Março     | Martina Stoessel    | atriz,cantora e dançarina                                          | Argentina                |             |     |
| 24 de março     | Mina                | cantora, compositora e dançarina, integrante do TWICE              | Japão Estados Unidos     |             |     |
| 27 de Março     | Lisa                | cantora e dançarina, integrante do BLACKPINK                       | Tailândia                |             |     |
| 8 de Abril      | Saygrace            | cantora                                                            | Austrália                |             |     |
| 15 de Abril     | Benjamin Peltonen   | cantor                                                             | Finlândia                |             |     |
| 22 de Abril     | Carol Biazin        | cantora e compositora                                              | Brasil                   |             |     |
| 11 de Junho     | Jorja Smith         | cantora, compositora                                               | Reino Unido              |             |     |
| 21 de Junho     | Rebecca Black       | atriz e cantora                                                    | Estados Unidos           |             |     |
| 27 de Junho     | H.E.R.              | cantora, compositora e instrumentista                              | Estados Unidos           |             |     |
| 22 de Junho     | Dinah Jane          | cantora e dançarina, integrante do grupo Fifth Harmony             | Estados Unidos           |             |     |
| 27 de Julho     | PK                  | cantor e compositor                                                | Brasil                   |             |     |
| 30 de Julho     | Finneas O'Connell   | produtor músical, cantor, compositor e músico                      | Estados Unidos           |             |     |
| 5 de Agosto     | Yungblud            | cantor e compositor                                                | Reino Unido              |             |     |
| 8 de agosto     | Gawin Caskey        | Ator e cantor                                                      | Tailândia                |             |     |
| 18 de Agosto    | Haseul              | cantora, integrante do LOONA                                       | Coreia do Sul            |             |     |
| 23 de Agosto    | Lil Yachty          | rapper                                                             | Estados Unidos           |             |     |
| 24 de Agosto    | Alan Walker         | DJ e produtor músical                                              | Noruega / Reino Unido    |             |     |
| 26 de Agosto    | Mae Muller          | cantora                                                            | Reino Unido              |             |     |
| 28 de Agosto    | Bazzi               | cantor                                                             | Estados Unidos           |             |     |
| 1 de setembro   | Jungkook            | cantor e rapper integrante do grupo BTS                            | Coreia do Sul            |             |     |
| 5 de Setembro   | Thiago Pantaleão    | cantor                                                             | Brasil                   |             |     |
| 3 de Outubro    | Bang Chan           | cantor, compositor, rapper, líder e integrante do grupo Stray Kids | Coreia do Sul            |             |     |
| 23 de Outubro   | Minnie              | cantora e compositora, integrante do (G)I-DLE                      | Tailândia                |             |     |
| 28 de outubro   | Winwin              | cantor e dançarino, integrante do NCT                              | China                    |             |     |
| 1 de Novembro   | Alex Wolff          | ator e baterista                                                   | Estados Unidos           |             |     |
| 24 de Novembro  | Reiley              | cantor                                                             | Ilhas Feroé              |             |     |
| 25 de Novembro  | Rebeca Carvalho     | cantora                                                            | Brasil                   |             |     |
| 26 de Novembro  | Silvester Belt      | cantor                                                             | Lituânia                 |             |     |
| 5 de Dezembro   | MC Kevin O Chris    | cantor e compositor                                                | Brasil                   |             |     |
| 9 de Dezembro   | Ana Frango Elétrico | cantora                                                            | Brasil                   |             |     |
| 12 de Dezembro  | Kimberly Loaiza     | cantora, youtuber e digital influencer                             | México                   |             |     |
| 16 de Dezembro  | Zara Larsson        | cantora e compositora                                              | Suécia                   |             |     |
| 20 de Dezembro  | MC Hariel           | cantor                                                             | Brasil                   |             |     |
| 20 de Dezembro  | Suzuka Nakamoto     | cantora                                                            | Japão                    |             |     |
| 21 de Dezembro  | Pedro Sampaio       | cantor, compositor, DJ e produtor músical                          | Brasil                   |             |     |
| 30 de Dezembro  | Delacruz            | cantor                                                             | Brasil                   |             |     |

## Mortes
| Data           | Nome                                  | Profissão                         | Nacionalidade         | Observações | Ref |
| -------------- | ------------------------------------- | --------------------------------- | --------------------- | ----------- | --- |
| 2 de Fevereiro | Chico Science                         | músico e compositor               | Brasil                | n. 1967     |     |
| 9 de Março     | Notorious B.I.G.                      | Rapper                            | Estados Unidos        | n. 1972     |     |
| 14 de Maio     | Curt Lange                            | musicólogo                        | Alemanha / Uruguai    | n. 1903     |     |
| 29 de Maio     | Jeff Buckley                          | cantor e compositor               | Estados Unidos        | n. 1966     |     |
| 6 de Junho     | Bené Nunes                            | compositor e pianista             | Brasil                | n. 1920     |     |
| 26 de Junho    | Israel Kamakawiwo'ole                 | cantor                            | Estados Unidos        | n. 1959     |     |
| 27 de Junho    | Carlos Reverbel                       | escritor e jornalista             | Brasil                | n. 1912     |     |
| 30 de Junho    | Osmar Macedo                          | músico                            | Brasil                | n. 1923     |     |
| 25 de Julho    | Antonio Hernández                     | crítico musical                   | Colômbia/ Brasil      | n. 1927     |     |
| 1 de Agosto    | Sviatoslav Richter                    | pianista                          | Ucrânia               | n. 1915     |     |
| 5 de Setembro  | Georg Solti                           | maestro                           | Hungria / Reino Unido | n. 1912     |     |
| 12 de Setembro | João Paulo                            | cantor                            | Brasil                | n. 1960     |     |
| 12 de Outubro  | John Denver                           | cantor, compositor, músico e ator | Estados Unidos        | n. 1943     |     |
| 22 de Novembro | Vítor Giudice                         | escritor e crítico musical        | Brasil                | n. 1934     |     |
| 22 de Novembro | Michael Hutchence                     | cantor, vocalista da banda INXS   | Austrália             | n. 1960     |     |
| 1 de Dezembro  | Stéphane Grappelli                    | violinista                        | França                | n. 1908     |     |
| 31 de Dezembro | Lourenço da Fonseca Barbosa, o Capiba | músico                            | Brasil                | n. 1904     |     |